# A Change of Seasons
A Change of Seasons – EP nagrany w 1995 roku przez progresywnometalowy zespół Dream Theater. Krążek zawiera utwór tytułowy oraz kilka coverów zagranych przez zespół w londyńskim klubie jazzowym Ronnie Scott's Jazz Club. Jest to pierwsze wydawnictwo Dream Theater, w którym na instrumentach klawiszowych zagrał Derek Sherinian.
Historia utworu A Change of Seasons sięga roku 1989, kiedy to został on napisany z zamiarem umieszczenia na płycie Images and Words. Trwająca 17 minut kompozycja okazała się jednak zbyt długa. Od tamtej pory zespół grał utwór na koncertach i rozbudowywał go.
W 1995 roku fani Dream Theater z całego świata podpisali petycję o oficjalne wydanie A Change of Seasons i wysłali ją do wytwórni płytowej EastWest. Petycja odniosła skutek i zespół wkroczył do studia nagraniowego. Utwór został dodatkowo przerobiony z dużym zaangażowaniem i wkładem twórczym rozpoczynającego karierę w Dream Theater klawiszowca Dereka Sheriniana.
Tytułowy utwór zawiera fragmenty z wiersza To The Virgins, To Make Much of Time Roberta Herricka, w filmie Stowarzyszenie Umarłych Poetów odczytywany przez Gerarda Pittsa.

## Lista utworów
1. "A Change of Seasons" – 23:06
  1. "The Crimson Sunrise" – 3:50
  2. "Innocence" – 3:04
  3. "Carpe Diem" – 3:14
  4. "The Darkest of Winters" – 2:53
  5. "Another World" – 3:58
  6. "The Inevitable Summer" – 3:13
  7. "The Crimson Sunset" – 2:54
2. "Funeral for a Friend/Love Lies Bleeding" (cover utworu Eltona Johna) – 10:49
3. "Perfect Strangers" (cover utworu zespołu Deep Purple) – 5:33
4. "The Rover/Achilles Last Stand/The Song Remains the Same" (cover utworu zespołu Led Zeppelin) – 7:28
5. "The Big Medley" – 10:34
  1. "In the Flesh?" (cover utworu zespołu Pink Floyd) – 2:25
  2. "Carry on Wayward Son" (cover utworu zespołu Kansas) – 2:10
  3. "Bohemian Rapsody" (cover utworu zespołu Queen) – 1:25
  4. "Lovin, Touchin, Squeezin" (cover utworu zespołu Journey) – 2:07
  5. "Cruise Control" (cover utworu zespołu Dixie Dregs) – 1:03
  6. "Turn It on Again" (cover utworu zespołu Genesis) – 1:23

## Skład
- James LaBrie – śpiew
- John Myung – gitara basowa
- John Petrucci – gitara
- Mike Portnoy – instrumenty perkusyjne
- Derek Sherinian – instrumenty klawiszowe